# Angelo Badalamenti
Angelo Badalamenti (New York, 22 marzo 1937 – Lincoln Park, 11 dicembre 2022) è stato un compositore, pianista, arrangiatore e produttore discografico statunitense di origini italiane.
Nato a Brooklyn da una famiglia di origine siciliana, aveva usato anche gli pseudonimi di Andy Badale e Andy Badala. Vincitore di un Grammy e di un Emmy Award, era noto specialmente per la sua collaborazione con il celebre regista David Lynch.

## Biografia

### Origini e formazione
Suo padre era originario di Cinisi, in provincia di Palermo. Durante gli anni in cui frequentò la Manhattan School of Music di New York maturò un raffinato amore per la musica jazz, adattando le proprie conoscenze musicali a una spiccata curiosità dapprima verso la musica New Age, e poi verso le nuove frontiere dell'elettronica. 

### Carriera
La naturale attitudine musicale alle ambientazioni horror e thriller gli valse l'affidamento, da parte dei programmatori della Atari, della colonna sonora del videogioco Fahrenheit. Nel 1995 curò l'album di Marianne Faithfull intitolato A Secret Life. Nel 1996 pubblicò, in coppia con Tim Booth (frontman della band britannica James), l'album Booth and the Bad Angel, alle cui registrazioni prese anche Bernard Butler, ex chitarrista degli Suede. Nel 2008 incise, in coppia con Siouxsie Sioux (frontwoman della band Siouxsie and the Banshees) e Suggs (frontman della band Madness), la musica della pellicola The Edge Of Love.

### La collaborazione con David Lynch
È sua la celebre colonna sonora del visionario serial TV I segreti di Twin Peaks, diretto da David Lynch. La collaborazione con Lynch iniziò nel 1986 con Velluto blu, continuò nel 1990 con Cuore selvaggio e, appunto, I segreti di Twin Peaks, proseguendo nel 1992 con Fuoco cammina con me, nel 1997 con Strade perdute, nel 1999 con Una storia vera, nel 2001 con Mulholland Drive (in cui figura anche come attore nella veste di Luigi Castigliane) e nel 2002 con Rabbits.

### Decesso
Badalamenti è morto per cause naturali nella sua casa l'11 dicembre 2022.

## Vita privata
Con la moglie Lonny, che aveva sposato nel 1968, ebbe due figli. 

## Riconoscimenti
- Golden Globe
  - 2000 - Candidatura per Miglior colonna sonora per Una storia vera
  - 2002 - Candidatura per Miglior colonna sonora per Mulholland Drive
- Premi BAFTA
  - 2002 - Candidatura per Miglior colonna sonora per Mulholland Drive
- Saturn Awards
  - 1993 - Miglior colonna sonora per Fuoco cammina con me
  - 2002 - Candidatura per Miglior colonna sonora per Mulholland Drive
- AFI Awards
  - 2002 - Candidatura per Compositore dell'anno per la colonna sonora di Mulholland Drive
- Grammy Awards
  - 1992 - Miglior performance strumentale pop per "Twin Peaks Theme" tratto da I segreti di Twin Peaks
  - 1992 - Candidatura per Miglior colonna sonora per I segreti di Twin Peaks
- Emmy Awards
  - 1991 - Migliore tema musicale per "Twin Peaks Theme" tratto da I segreti di Twin Peaks
  - 1991 - Candidatura per Migliore canzone originale per "Into the Night" tratto dal 5º episodio di I segreti di Twin Peaks
  - 1991 - Candidatura per Migliore colonna sonora drammatica per il 2º episodio di I segreti di Twin Peaks

## Filmografia

### Cinema
- La guerra di Gordon (Gordon's War), regia di Ossie Davis (1973)
- Law and Disorder, regia di Ivan Passer (1974)
- Velluto blu (Blue Velvet), regia di David Lynch (1986)
- Nightmare 3 - I guerrieri del sogno (A Nightmare on Elm Street 3: Dream Warriors), regia di Chuck Russell (1987)
- I duri non ballano (Tough Guys Don't Dance), regia di Norman Mailer (1987)
- Il seme della gramigna (Weeds), regia di John D. Hancock (1987)
- Cugini (Cousins), regia di Joel Schumacher (1989)
- National Lampoon's Christmas Vacation - Un Natale esplosivo! (National Lampoon's Christmas Vacation), regia di Jeremiah S. Chechik (1989)
- Le ragioni del cuore (Wait Until Spring, Bandini), regia di Dominique Deruddere (1989)
- Cortesie per gli ospiti (The Comfort of Strangers), regia di Paul Schrader (1990)
- Cuore selvaggio (Wild at Heart), regia di David Lynch (1990)
- Fuoco cammina con me (Twin Peaks: Fire Walk with Me), regia di David Lynch (1992)
- Vado a vivere a New York (Naked in New York), regia di Daniel Algrant (1993)
- La città perduta (La cité des enfants perdus), regia di Jean-Pierre Jeunet e Marc Caro (1995)
- Arancia rosso sangue (The Blood Oranges), regia di Philip Haas (1997)
- Strade perdute (Lost Highway), regia di David Lynch (1997)
- Arlington Road - L'inganno (Arlington Road), regia di Mark Pellington (1999)
- Le due verità (Forever Mine), regia di Paul Schrader (1999)
- Holy Smoke - Fuoco sacro (Holy Smoke!), regia di Jane Campion (1999)
- Una storia vera (The Straight Story), regia di David Lynch (1999)
- A piece of Eden, regia di John D. Hancock (2000)
- The Beach, regia di Danny Boyle (2000)
- Mulholland Drive, regia di David Lynch (2001)
- Cet amour-là, regia di Josée Dayan (2001)
- Julie Johnson, regia di Bob Gosse (2001)
- L'avversario (The Adversary), regia di Nicole Garcia (2002)
- Auto Focus, regia di Paul Schrader (2002)
- Cabin Fever, regia di Eli Roth (2002)
- Secretary, regia di Steven Shainberg (2002)
- Suspended Animation, regia di John D. Hancock (2002)
- Rabbits, regia di David Lynch (2002) - cortometraggi
- Resistance, regia di Todd Komarnicki (2003)
- I ragazzi del Reich (Before the Fall), regia di Dennis Gansel (2004)
- Evilenko, regia di David Grieco (2004)
- Una lunga domenica di passioni (Un Long Dimanche de Fiançailles), regia di Jean-Pierre Jeunet (2004)
- Dark Water, regia di Walter Salles (2005)
- Dominion: Prequel to the Exorcist, regia di Paul Schrader (2005)
- Il prescelto (The Wicker Man), regia di Neil LaBute (2006)
- The Edge of Love, regia di John Maybury (2008)
- 44 Inch Chest, regia di Malcolm Venville (2009)
- Una donna - A Woman (A Woman), regia di Giada Colagrande (2010)
- A Butterfly Kiss, regia di Karine Silla Pérez (2011)
- Una fragile armonia (A Late Quartet), regia di Yaron Zilberman (2012)
- Stalingrad (Сталингра́д), regia di Fedor Bondarchuk (2013)
- Goldcoast: viaggio verso il nuovo mondo (Goldcoast), regia di Daniel Dencik (2015)
- Vite parallele (Between Worlds), regia di Maria Pulera (2018)

### Televisione
- I segreti di Twin Peaks (Twin Peaks), regia di AA.VV (1990-1991) - serie TV
- Inside the Actors Studio (1994-in corso) - talk show
- Witch Hunt - Caccia alle streghe (Witch Hunt), regia di Paul Schrader (1994) - film TV
- Profiler - Intuizioni mortali (Profiler), regia di AA.VV (1996-2000) - serie TV
- L'ultimo padrino (The Last Don), regia di Graeme Clifford (1997) - miniserie TV

- Twin Peaks, regia di David Lynch (2017) - serie TV

### Citazioni letterarie
Badalamenti è citato nel romanzo thriller La psichiatra di Wulf Dorn, in cui le sue "morbide note" fanno addormentare Ellen Roth, protagonista della storia.